# Fanarióták

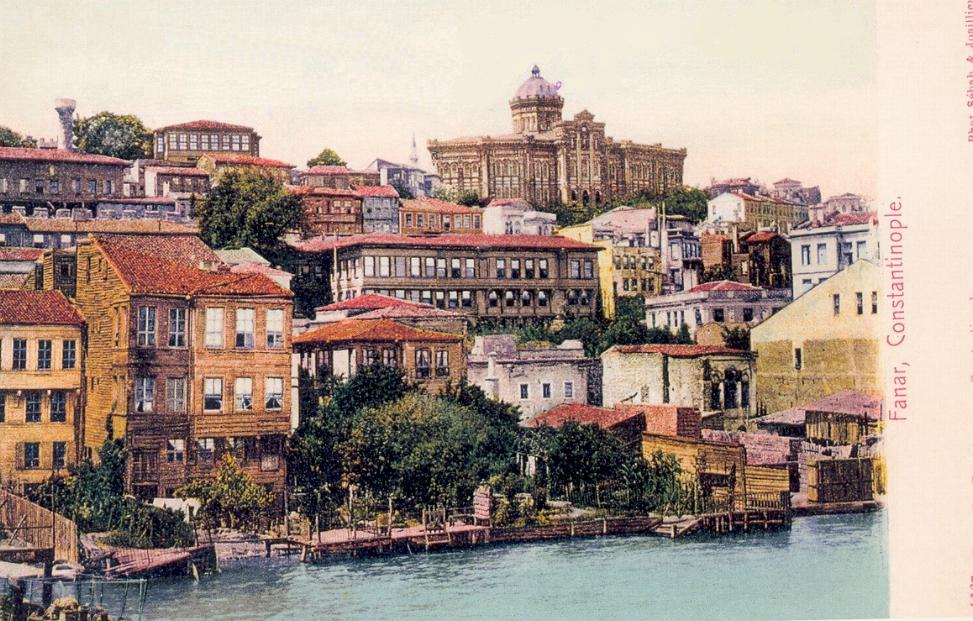
A Fanar-negyed látképe Konstantinápolyban 1900 körül, a dombtetőn a görög székesegyház

Fanariótáknak (görögül: Φαναριώτες, románul: Fanarioți, törökül: Fenerliler) hívták általában Konstantinápoly Fanar (tör. Fener) nevű városrészének görög lakóit.
A Fanar városrész Konstantinápoly északnyugati részében, az Aranyszarv-öböl mellett van, és az ottani világítótoronyról (fanarius) kapta nevét. A török hódítás után ez volt a konstantinápolyi görögök fő letelepedési területe, és 1601 után a konstantinápolyi pátriárkai rezidencia is. Itt volt a székesegyház, és a patriárka által alapított görög nyelvű, de több nyelvet magas színvonalon oktató főiskola is. A török birodalom területén élő gazdag görög családok gyermekei ebben az iskolában tanultak.
Szorosabb értelemben fanariótáknak hívták a születési és hivatali arisztokráciát, amelyet a gyakran még bizánci nemesi származású görög családok alkottak. A körükből kerültek ki a 17. század második felétől a porta befolyásos dragománjai vagy tolmácsai, és onnan választották az 1821-es görög forradalom kitöréséig Moldva és Havasalföld fejedelmeit (hoszpodárjait) is. Jóllehet a fanarióták sokat tettek nemzetük művelésére (pl. iskolák alapításával), valamint sokat könnyítettek a görögök terhein, és sokat javítottak a Duna-fejedelemségek helyzetén, mégis hírvágy és önzés, hatalom- és pénzvágy jellemezte őket, és ezek miatt sem a románok, sem a bolgárok, sem maguk a görögök nem kedvelték őket. Ez akkor is bebizonyosodott, amikor kitört a görög forradalom, pedig sokan küzdöttek a görögökkel együtt a fanarióták közül is. A fanarióták viselt dolgait, zsarolásait egy Markos Zallony nevű görög író dolgozta fel Essai sur les Fanariotes című művében (Marseille, 1830). A 19. század végére a fanarióták csaknem teljesen elvesztették politikai befolyásukat Konstantinápolyban és sokan közülük átköltöztek Athénbe.

## A fanarióták szerepe a román fejedelemségek történetében
A 18. századot a román történelemben „fanarióta korszaknak” nevezik, mivel ebben az időszakban a két román fejedelemség, Moldva és Havasalföld uralkodói fanarióta görög családokból származtak. Ezek a főleg kereskedelemből meggazdagodott családok gyermekeiknek jó iskoláztatást, magas képzettséget – beleértve több nyelv ismeretét – biztosították. Az Oszmán Birodalom tisztségviselői nem mutattak érdeklődést a nyelvek iránt, a külföldiekkel való érintkezésben teljesen tolmácsokra bízták magukat. Kialakult az a tradíció, hogy a szultán udvarában és a birodalmi közigazgatásban a dragománok, akik valahol a magas rangú diplomata és egy felső szintű tolmács közötti szerepet töltöttek be, a fanarióták közül kerültek ki, ami a gazdasági erejük mellett egyre komolyabb politikai befolyást is biztosított ezeknek a családoknak.
Az első ilyen fanarióta dragomán, aki teljes mértékben elnyerte a szultán bizalmát, Panaiotache Nicussis volt a 17. század második felében. Halála után az állást Alekszandr Mavrocordato (a magyar irodalomban helyenként Mavrocordato Sándor) kapta meg, aki a török érdekeket olyan jól képviselte az 1683-as háborút lezáró tárgyalásokon, hogy a szultán az ő Nicolae nevű fiát 1709-ben moldvai, 1716-ban havaselvei vajdává nevezte ki.
A dragománok kezdetben csak a Mavrocordato és a Ghica család tagjai közül kerültek ki, később azonban a többi nagy görög fanarióta család (Calimachi, Caragca, Ipsilanti, Moruzi, Sutu és más családok) is versenyezni kezdett ezért a magas presztízsű és egyben jövedelmező posztért. A kor szokásainak megfelelően ezt a pozíciót is meg lehetett vásárolni a szultántól – a fokozódó verseny következtében egyre magasabb áron –, és a fanarióta családok sorra meg is szerezték azt, illetve a „vele járó” román fejedelmi trónokat. A „versenyzők” között volt egy román bojár család is, képviseletükben Racoviță Mihály került az egyik fejedelmi trónra.
A fanarióta fejedelmek Havasalföldön 1714-től 1821-ig, Moldvában 1711-től 1821-ig uralkodtak a török szultán hűbéreseként. A román történetírás ezt a korszakot sötét kornak, külföldi, görög elnyomásnak tekinti. Kétségtelen, hogy a görög családok képviselői, akik posztjukért nagy anyagi áldozatokat hoztak, igyekeztek ezt a „beruházást” kamatostul visszaszerezni, de a román vajdák idején sem volt érzékelhetően jobb a nép helyzete.

## Görög gazdasági, vallási és politikai befolyás
A görög befolyás már a fanarióta fejedelmek előtt megjelent és erősödött a román területeken, vallási, kereskedelmi és politikai téren egyaránt. Egyes kereskedők már a 15. században letelepedtek a román fejedelemségekben, mások megtartották konstantinápolyi lakhelyüket, de a török birodalom hivatalos felvásárlóiként kezükbe kerítették a román földek kereskedelmét.
A gazdasági behatolást segítette az egyházi befolyás. A konstantinápolyi ortodox pátriárka a román egyház élére görög püspököket nevezett ki, támogatta a görögök letelepedését, és a román kolostorokat alárendelték az athosz-hegyi kolostoroknak.
Az ott élő görögök vagyona és konstantinápolyi rokonaik kapcsolatai hamarosan döntő politikai befolyást eredményezett számukra a két román fejedelemség életében. A fejedelmek ugyanakkor gyakran változtak a trónon, mert a konstantinápolyi török udvar minél gyakrabban igyekezett behajtani a fanariótáktól a fejedelmi cím árát.
A túlnyomó görög befolyás érthetően nagy elégedetlenséget váltott ki a román bojárok körében és felkelésekhez vezetett. Ezek során a román bojárok többször segítséget kértek és kaptak Erdély magyar fejedelmeitől, Bethlen Gábortól és I. Rákóczi Györgytől, akik szintén érdekeltek voltak a görög befolyás visszaszorításában.
A bojárok lázadásai azonban csak időlegesen tudták korlátozni a görög befolyást. A Konstantinápolyból támogatott görögök hamarosan visszanyerték régi hatalmukat. Ebbe fokozatosan a román bojárok is beletörődtek, sőt a görög és a román vezető rétegek kezdték egyesíteni erőiket házasságok révén is. A vezető szerep azonban a görögöké maradt. Ez tükröződött a 17. századi román fejedelmi akadémiák görög tanítási nyelvében, általában a görög nyelvű műveltségnek a román területen is kialakult vezető szerepében.